# فيليبس 6.6
تقنية فيليبس 6.6 (بالفرنسية: Phillips 6.6) هي طريقة عمل جماعي في المدارس تم إنشاؤها في عام 1948.
يأتي اسم هذه الطريقة من لقب مخترعها، ج. دونالد فيليبس (J. Donald Phillips)،

## المبدأ
تهدف التقنية إلى جعل ستة أشخاص يعملون معًا لمدة ست دقائق (دقيقة واحدة لكل شخص).

## التقنية
يُقسَّم التلاميذ إلى مجموعات من ستة أفراد. في كل مجموعة، يُسند إلى أربعة تلاميذ الأدوار التالية:
- الرئيس: يطرح الأسئلة ويمنح الكلمة لزملائه.
- الكاتب (السكرتير): يدوّن كل ما يُقال، أو فقط الأفكار التي اتفق عليها الفريق.
- المُقرِّر: يقدم التقرير الشفهي للمجموعات الأخرى.
- حارس الوقت: يحرص على أن تُنجز المهمة ضمن المهلة المحددة، وأن لا يتشتت التلاميذ في الأحاديث الجانبية...

يُمنح كل تلميذ دقيقة واحدة للتعبير عن رأيه، تحت إشراف حارس الوقت، بينما يقوم "الكاتب"، المجهز بقلم تحديد، بتدوين الأفكار المطروحة على ورقة من حجم A3. تُعرض هذه الورقة لاحقًا على السبورة ويتم تقديم محتواها وشرحها من قبل "المُقرِّر". وتُعد مهمتا الكاتب والرسول من أدق الأدوار في هذه التقنية؛ إذ ينبغي على الكاتب الانتباه لعدم تكرار نفس الفكرة أكثر من مرة، بينما يُطلب من المُقرِّر إعادة صياغة الملاحظات بوضوح وتنظيمها بشكل يسهل فهمه تربويًا من قِبل باقي التلاميذ.
وقبل عرض الورقة، يُخصَّص -عادة- وقت قصير للمراجعة (لا يتجاوز عشر دقائق)، يُتيح لأعضاء المجموعة استكمال تدوين الملاحظات أو تعديلها أو إعادة تنظيمها بما يضمن دقة وجودة المنتج النهائي.

## إيجابيات وسلبيات الطريقة
يساعد التحديد الزمني الصارم لهذه التقنية على تنشيط المشاركين بشكل كبير، حيث يشكّل عامل الوقت حافزًا لإنتاج أكبر عدد ممكن من الأفكار خلال المدة المحددة. كما أن جو التنافس بين المجموعات قد يعزز الحماسة ويشجع على تقديم أفضل الأفكار.
تُعد هذه الطريقة مناسبة عند وجود 20 مشاركًا أو أكثر، إذ تسمح بإنتاج مجموعة واسعة من الأفكار في وقت وجيز.
أما من حيث السلبيات، فتكمن في أن الإشكالية المطروحة لا يمكن التعمق فيها بالشكل الكافي خلال المدة القصيرة. غير أن هذا العيب يمكن التخفيف منه بتنظيم عدة جولات من التقنية. ومن الجدير بالذكر أن الضغط الزمني –الذي قد يكون محفزًا– قد يتحول في بعض الحالات إلى عامل سلبي، وذلك حسب طبيعة المشاركين.